# Johan Peter Turdfjæll
Johan Peter Turdfjæll, även Turdfjell och Turdfjäll, född 28 januari 1768 i Bygdeå socken, död 25 juni 1808 i Vasa, var en svensk militär och bruksägare.
Turdfjæll, vars farfar hade kommit från Ingermanland till Hälsingland under Stora ofreden, var son till majoren Jonas Turdfjæll; modern hette Margareta Widmark och var prästdotter. Han växte upp på Nyby gård i nuvarande Ånäset. 1779 blev han volontär vid Västerbottens regemente och 1782 student vid Uppsala universitet. 1785 återvände han till militärlivet och blev samma år förare, 1788 fältväbel, samma år extra fänrik, 1789 fänrik, 1795 löjtnant och slutligen 25 februari 1808 kapten och regementskvartermästare. Han stupade i slaget vid Vasa i juni 1808, då han och hans hustru var bosatta på löjtnantsbostället Wilhelmsdal i Böle i Piteå socken.
Vid sidan av officersbanan var han verksam som industriidkare, då han 1798 tillsammans med en officerskamrat grundade Långviks glasbruk, som snart blev ett av landets fem största glasbruk.
Efter sin död ärvdes han av syskonen och änkan Lisette Turdfjæll som drev glasbruket vidare till 1823, då hon gjorde konkurs, under tio år tillsammans med sin svåger och senare make justitiekanslern Jonas Gustaf Turdfjæll. Turdfjæll var bror till Nils Jacob Turdfjæll och vidare svåger till Pehr Stenberg.